# Powiat Marienwerder
Powiat Marienwerder (niem. Landkreis Marienwerder, Kreis Marienwerder; pol. powiat kwidzyński) – istniejący od 1816 do 1945 powiat z siedzibą w Kwidzynie (niem. Marienwerder). Teren powiatu znajduje się obecnie w województwie pomorskim.

## Historia
Powiat powstał 1 kwietnia 1816 r., stanowiąc część rejencji kwidzyńskiej prowincji Prusy Zachodnie. W roku 1818 z części terenu powiatu utworzono powiat suski, w zamian za co przyłączono do niego miasto Gniew i kilka gmin leżących na zachód od Wisły. Od 3 grudnia 1829 do 1878 powiat należał do prowincji Prusy. W 1920 r. tereny na zachód od Wisły oraz kilka miejscowości na prawym brzegu rzeki weszły w skład Polski, należąc od tego czasu do powiatu gniewskiego. 1 lipca 1922 pozostałą przy Niemczech część powiatu włączono do prowincji Prusy Wschodnie, przy czym zachowano podległość rejencji z siedzibą w Kwidzynie (Rejencja zachodniopruska). W latach 1939–1945 powiat należał do rejencji kwidzyńskiej w okręgu Gdańsk-Prusy Zachodnie.
1 stycznia 1945 na terenie powiatu znajdowały się dwa miasta (Gardeja – niem. Garnsee oraz Kwidzyn – niem. Marienwerder) oraz 52 gminy.